# Фарман МF.11
Фарман МF.11 је француски извиђачки авион. Пројектовао га је Марсел Фарман у току 1913-1914, а производила га је фирма Мориса Фармана (Farman Freres). То је била побољшана верзија авиона Фарман MF.7 из 1913. године. Авион се комерцијално производио и то у великом броју примерака, a коришћен је као извиђачки авион, лаки бомбардер и авион за обуку пилота, док га није заменио модернији Фарман F.40. Авион је ушао у историју као први ноћни бомбардер.

## Пројектовање и развој
Фарман MF.11 је настао од свог претходника авиона Фарман MF.7. У односу на свог претходника добио је снажнији мотор, робуснији и аеродинамичан труп авиона (гондолу), која је подигнута изнад доњег крила на подупирачима и тиме повећана површина крила. Решеткаста правоугаона конструкција трупа која је карактерисала тип MF.7 је измењена тако да је MF.11 добио труп који се састојао од две троугласте решеткасте конструкције, које су спајале крила авиона са вертикалним и хоринзонталним репним стабилизаторима.
У овом авиону су замењена места пилота и извиђача тако да је сада извиђач на првој позицији, опремљен са митраљезом тко да му се повећало поље ватре. Пилот је био на другој позицији у гондоли авиона. Авион је пројектовао Морис Фарман а производила га је његова фирма.

## Технички опис
Труп авиона чине две решеткасте паралелне троугласте конструкције направљене од дрвета, које спајају крила са репом. Кабина у облику гондоле, правоугаоног попречног пресека обложена лепенком, налазила се између горњег и доњег крила, била је довољно пространа да има простора за смештај две особе. Испред првог члана посаде на гондоли се налазио мали ветробран направљен од плексигласа. 
Мотор авиона је постављен у задњем делу кабине (гондоле) и био опремљен са потисном, дрвеном, двокраком елисом фиксног корака. У авион Фарман МF.11 су уграђивани Ренови линијски ваздухом хлађени мотори V распореда цилиндара са  V 4; V 8 и V 12 цилиндара, у опсегу снага од  25 до  100 KS. Најчешће је коришћен мотор снаге 80KS.
Крила су дрвене конструкције танког профила пресвучене импрегнираним платном. Крилца за управљање су се налазила само на горњим крилима. Оба крила и доње и горње су била правоугаоног облика с тим што је доње крило било краће од горњег. Крила су међусобно била повезана дрвеним упорницама а затегнута клавирским жицама. Реп авиона се састоји од једног хоризонталног стабилизатора који спаја доње ивице решеткасте конструкције трупа и два вертикалан стабилизатора са кормилима правца који су постављени у продужетку конструкције трупа а изнад су хоризонталног стабилизатора. Стабилизатори су направљени од дрвене конструкције пресвучене импрегнираним платном
Стајни трап авиона је био класичног типа, напред је имао две фиксне ноге направљене од дрвета у облику санки (што је смањивало ризик од превртање авиона на нос при слетању) са удвојеним бициклистичким точковима на свакој од скија, а испод репа се налазиле две еластичне дрвене дрљаче, као репне ослоне тачка авиона.
Фарман МF.11 је био наоружан једним митраљезом калибра 7,7 mm. Поред тога могао је да понесе max. 131,4 kg бомби (18 × 7,3kg).

## Варијанте авиона Фарман МF.11
- Фарман MF.11 - оригинална верзија са пилотом на првој позицији у кабини и мотором 80 KS.
- Фарман MF.11 bis - верзија са пилотом на другој позицији у кабини и мотором 100 KS.
- Фарман MF.11 хидроавион - верзија са пловцима и мотором снаге 130 до 160 KS

## Корисници
| - Аустралија - Белгија - Француска - Грчка - Италија - Јапан - Норвешка | - Румунија - Русија - Србија - Украјина - Португалија - Швајцарска - Уједињено Краљевство - Саудијска Арабија |

## Оперативно коришћење
Авион МФ.11 се користио на Западном фронту у раним фазама рата 1914 и 1915. године. Користили су га и Французи и Енглези. Као лаки бомбардер из састава Енглеске краљевске морнарице је ноћу 21. децембра 1914. бомбардовао немачке артиљеријске положаје око Остенда, Белгија и тако постао први у свету ноћни бомбардер.
Повучен је са прве-линије на западном фронту током 1915, јер се није могао озбиљније супротставити немачким једнокрилцима Фокер, али је наставио да се користи у саставу Француске источне војске, а код Британаца на Блиском истоку, Дарданелима, Африци и Месопотамији. Авион Фарман MF.11 се производио у Француској а по лиценци још и у Великој Британији, Русији и Италији SIA 5. У Француској, Великој Британији и Италији су прављени и хидроавиони овог типа.

## Коришћење авиона Фарман MF.11 у Србији
Пошто је аустроугарско ваздухопловство на почетку Првог светског рата имало велику бројчану надмоћ, српска влада је замолила помоћ од савезника у авијацији. Та помоћ нажалост није стигла до великих српских победа у Церској и Колубарској бици вођених у лето и крајем 1914. године, у којима су аустроугарске трупе поражене и протеране из Србије. Тек тада су савезници одлучили да помогну Србији, па је Француска почетком фебруара 1915. године упутила једну комплетну аеропланску ескадрилу са 12 нових авиона Фарман MF.11 наоружаних митраљезом и опремљених фотоапаратом и радиостаницом.
Ескадрила је почела са дејством 23. априла.1915. године са летилишта на Бањици. У току јуна месеца исте године ова ескадрила је оборила два аустроугарска авиона и успела да избори превласт у ваздуху. За то време српским авионима и пилотима била је поверена зона од Смедерева до Голупца, а летилиште им је било у Пожаревцу.
Током велике немачке и бугарске офанзиве која је отпочела октобра 1915. године, српски и француски ваздухопловци су се постепено повлачили са српском војском обављајући све задатке које им је поверавала Врховна команда.
У току тих операција ваздухопловни материјал се постепено трошио и смањивао, попуна није била могућа, тако да је са Косова и Метохије у Албанију крајем новембра прелетело само 5 француских Фарман MF.11 и један Фарман са српском посадом (пилот М. Томић). Том приликом, Фарманима су превезени рањеници и болесници, па се та операција сматра првом санитетском евакуацијом ваздушним путем у историји ратовања. После повлачења француских посада, српски пилоти М. Томић и Ж. Станковић су преузели преостале Фармане и са њима летели до 23. јануара 1916. године извршавајући разноврсне задатке при повлачењу српске војске преко Албаније.